# Bollettino di edizione
Il Bollettino di edizione, durante una produzione cinematografica o televisiva, viene scritto sul set dal segretario di edizione su indicazioni del regista. Serve per la postproduzione e in genere per tenere in ordine le riprese, fungendo da note scritte per ogni ciak.
È tradizionale infatti suddividere le scene di un film in lavorazione in numeri cardinali (secondo il momento del film a cui ci si riferisce in sceneggiatura) e in numeri ordinali (secondo il numero di volte che è necessario ripetere la singola inquadratura). In questo bollettino si annotano tutte le inquadrature girate, usando la stessa numerazione visibile sul ciak e indicando le buone, gli scarti, le riserve, e quant'altro dia indicazione allo stabilimento di sviluppo e stampa (così da non stampare gli scarti, e in caso di produzioni in elettronica di non trascriverli nel computer), nonché annotazioni che si copiano o diventano direttamente  fogli di montaggio e faranno da guida per il montatore.
Questi bollettini, tradizionalmente prestampati in blocchi con carta copiativa, di modo che ogni pagina venga in triplice copia, si stanno cominciando a sostituire con sistemi di notazione su tablet o portatili, ma il processo sarà ancora lungo, dato che accompagnano in modo complementare le pizze di pellicola e a fine giornata una copia viene incollata su ogni pizza alla quale il bollettino di edizione fa riferimento.